# Hans-Jürgen Wende
Hans-Jürgen „Bubi“ Wende (* 5. März 1926 in Magdeburg; † 4. November 2012) war ein deutscher Handballspieler.

## Leben
Wende begann 1942 das Handballspielen bei Komet Lemsdorf. Der Mittelstürmer war von 1952 bis 1959 Kapitän der Feldhandball-Nationalmannschaft der DDR. Er erzielte die ersten vier Tore einer DDR-Handballauswahl im Premierenspiel der Feldhandballauswahl gegen Ungarn am 29. Mai 1950 in Ost-Berlin (Endstand 5:5, weiterer Torschütze Weidner). Seinen größten Erfolg feierte er 1959, als er als Kapitän mit der gesamtdeutschen Mannschaft in Wien Feldhandballweltmeister wurde. Im Verein spielte er für den SC Aufbau Magdeburg, aus dem später der SC Magdeburg hervorging. Im Jahr 1959 beendete er seine Karriere.
1959 wurde Wende mit der DDR-Nationalmannschaft als Mannschaft des Jahres geehrt. Außerdem erhielt er den Vaterländischen Verdienstorden in Bronze.